# Tristeza de los cítricos

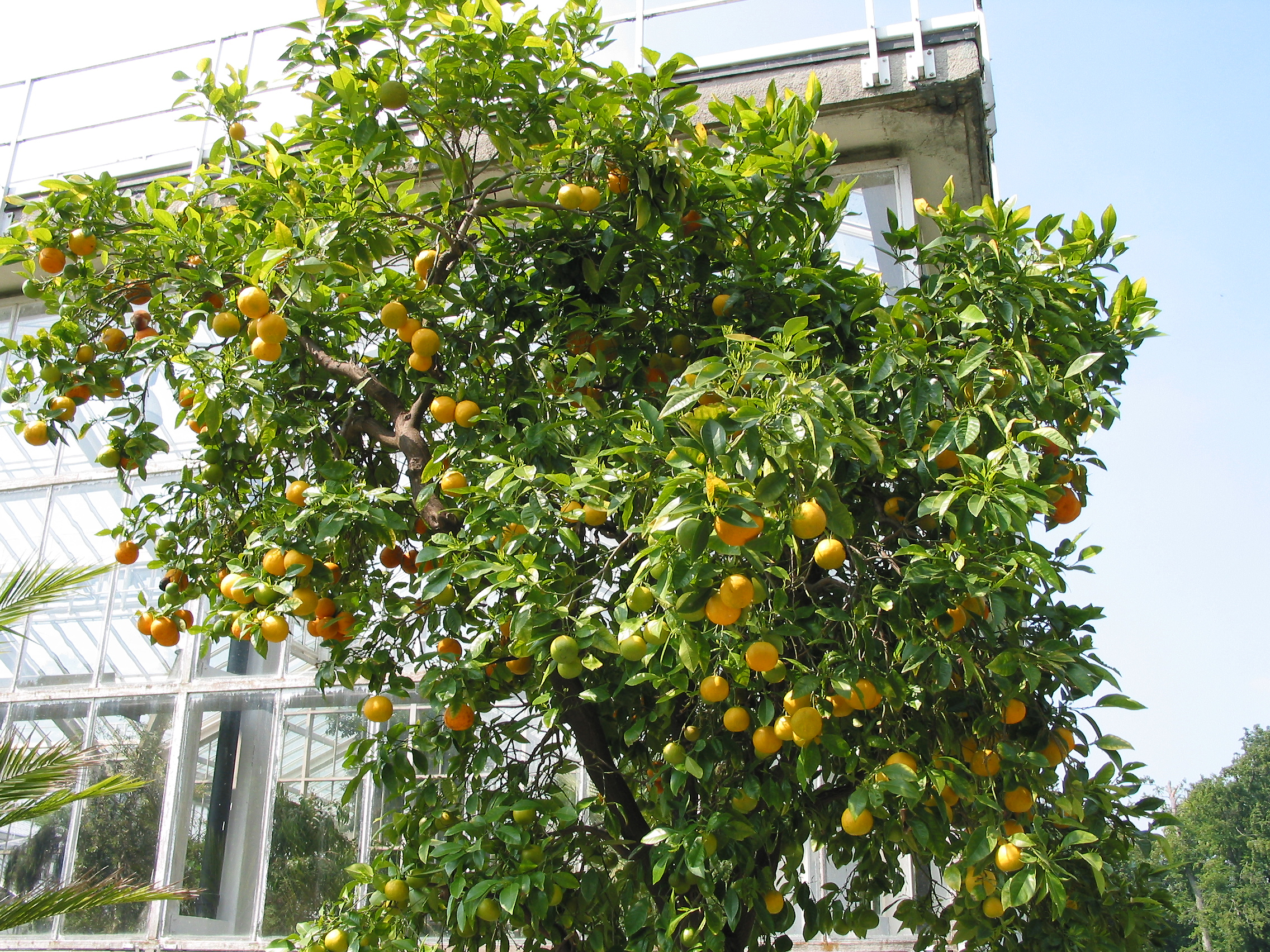
Los naranjos se injertan en patrones resistentes a la enfermedad, principalmente Citrange Carrizo.

La tristeza de los cítricos es una enfermedad provocada por un virus de la familia Closteroviridae, género Closterovirus (CTV, por sus siglas en latín, Citrus tristeza virus), que afecta a naranjos, mandarinos y pomelos injertados sobre la variedad de naranjo amargo. Su propagación se produce principalmente mediante pulgones como, por ejemplo, Toxoptera citricida, y por los instrumentos de poda. El virus de la tristeza debilita el árbol, que da producciones escasas, y llega finalmente a matarlo en varios meses o, si el virus es violento, en dos o tres semanas.
Los agricultores de Brasil y de otros países de América del Sur usaron la palabra «tristeza», en referencia a la devastación producida por la enfermedad en los años 1930.[cita requerida]

## La «Tristeza» en España
En España, se empezaron a registrar casos de cítricos con síntomas de esta enfermedad a partir de 1957, sobre todo en la variedad Navel, traída en 1910 de Estados Unidos. A medida que su cultivo se extendía en el mundo, para entonces se desconocía la enfermedad. Todas las variedades que se plantaban en la década de los sesenta estaban contaminadas por uno o varios virus. Esta circunstancia se agravaba con la práctica del sobreinjerto.[cita requerida]
No sería hasta 1979 en que se consigue en España las primeras variedades saneadas de naranjos, tras un procesos que llevó años de búsqueda entre las plantaciones existentes de ejemplares de calidad y libre de virus que serían distribuidos a viveros autorizados para su propagación injertadas sobre los primeros patrones tolerantes a la enfermedad (Citrange Troyer y Carrizo, inicialmente).[cita requerida]
Actualmente en España está prohibido el uso del naranjo amargo como patrón. Este portainjerto debe ser citrange troyer, citrange carrizo, mandarino cleopatra o poncirus trifoliata, que no tienen problemas con el virus de la tristeza. Los viveros injertan yemas certificadas o exentas de los virus más importantes en cítricos.[cita requerida]
La legislación española prohíbe terminantemente realizar nuevas plantaciones o reposiciones utilizando semilleros realizados por el propio agricultor, quien forzosamente debe adquirir los nuevos plantones en los viveros reconocidos oficialmente, que garantizan la certificación de que la planta se halla libre de virus.[cita requerida]